# Jeanne Martin Cissé
Jeanne Martin Cissé (* 6. April 1926 in Kankan, Französisch-Guinea; † 21. Februar 2017 in Conakry) war eine guineische Politikerin und Doyenne der guineischen Frauenpolitik.

## Leben
Nach dem Besuch der École normale de Rufisque, eines pädagogischen Seminars in Rufisque, Senegal, arbeitete sie als Lehrerin von 1945 bis 1954 und als Direktorin einer Schule von 1954 bis 1958. Seit 1954 im RDA und später in der PDG in verschiedenen Funktionen aktiv, war Cissé seit 1972 Mitglied des Zentralkomitees der PDG und Mitglied des Politbüros seit 1978 sowie bis 1972 Erste Vizepräsidentin der guineischen Nationalversammlung. Sie hat Guinea bei vielen internationalen Treffen und Konferenzen vertreten und war als Botschafterin in Brasilien, Argentinien und Venezuela tätig.
Sie diente als Ständige Vertreterin Guineas bei den Vereinten Nationen und war 1973 die erste Frau der Welt, die eine Sitzung des Sicherheitsrates der Vereinten Nationen leitete. Von 1963 bis 1969 war sie die guineische Vertreterin im UN-Ausschuss für die Rechte der Frau.
Martin Cissé war Vorsitzende der Weltkonferenz des Internationalen Frauenjahres, die in Mexiko im Juni 1975 abgehalten wurde. Als Vorsitzende der panafrikanischen Frauenbewegung wurde Jeanne-Martin Cissé zur Vorsitzenden des Sonderausschusses der Vereinten Nationen gegen Apartheid im Oktober 1975 gewählt.
Von 1976 bis 1984 fungierte sie in Nachfolge von Mafory Bangoura als guineische Ministerin für Soziales. Nach dem Tode Sekou Tourés kurzzeitig inhaftiert, lebte Martin Cissé in den Vereinigten Staaten.